# Тиреак (Сату Маре)
Тиреак (рум. Tireac) насеље је у Румунији у округу Сату Маре у општини Вииле Сату Маре. Oпштина се налази на надморској висини од 130 m.

## Становништво
Према подацима из 2002. године у насељу је живело 88 становника, од којих су сви румунске националности.